# Ligne 2 du métro de Shanghai
Pour les articles homonymes, voir Ligne 2.
La ligne 2 du métro de Shanghai est une des seize lignes du réseau métropolitain de la ville de Shanghai, en Chine.
La ligne 2 est une ligne est-ouest du réseau de métro de Shanghai. Avec une longueur de près de 64 km, c'est la troisième ligne la plus longue du métro après la ligne 11 et la ligne 9. La ligne 2 va d'East Xujing à l'ouest à l'aéroport international de Pudong à l'est, en passant par l'aéroport Hongqiao, le Huangpu et le Lujiazui Quartier financier à Pudong. Avec une fréquentation quotidienne de près de 1,5 million d'habitants, c'est la ligne la plus fréquentée du métro de Shanghai. La partie est de la ligne, de Guanglan Road à l'aéroport international de Pudong, fonctionne indépendamment de la ligne principale. La ligne est colorée en vert clair sur les cartes.

## Service routes
- East Xujing — Guanglan Road
- Songhong Road — Guanglan Road
- Guanglan Road — Pudong International Airport

## Stations
Service
- AM - AM Rush hour / Heure de pointe (7:30AM–9:30AM on weekdays only / 07:30-09:30 seulement jours de la semaine)
- M - Mainline / Ligne principale
- P - Partial Mainline / Ligne principale partielle
- A - Pudong Airport / Aéroport international de Pudong

| A M | M | P | A | Nom de Station                              | Nom de Station                         | Nom de Station | Connexions                                         | Distance km | Distance km | Positionne à |
| A M | M | P | A | Français                                    | Anglais                                | Chinois        | Connexions                                         | Distance km | Distance km | Positionne à |
| --- | - | - | - | ------------------------------------------- | -------------------------------------- | -------------- | -------------------------------------------------- | ----------- | ----------- | ------------ |
| ●   | ● |   |   | Xujing Est                                  | East Xujing                            | 徐泾东         |                                                    | 0.00        | 0.00        | Qingpu       |
| ●   | ● |   |   | Gare de Hongqiao                            | Hongqiao Railway Station               | 虹桥火车站     | Ligne 10 Ligne 17 Gare de Shanghai-Hongqiao        | 2.13        | 2.13        | Minhang      |
| ●   | ● |   |   | Aérogare 2 d'aéroport de Hongqiao           | Hongqiao Airport Terminal 2            | 虹桥2号航站楼  | Ligne 10 Aéroport SHA                              | 0.51        | 2.64        | Minhang      |
| ●   | ● | ● |   | Rue Songhong                                | Songhong Road                          | 淞虹路         |                                                    | 5.69        | 8.33        | Changning    |
| ●   | ● | ● |   | Beixinjing                                  | Beixingjing                            | 北新泾         |                                                    | 1.40        | 9.73        | Changning    |
| ●   | ● | ● |   | Rue Weining                                 | Weining Road                           | 威宁路         |                                                    | 1.26        | 10.99       | Changning    |
| ●   | ● | ● |   | Rue Loushanguan                             | Loushanguan Road                       | 娄山关路       |                                                    | 1.60        | 12.59       | Changning    |
| ●   | ● | ● |   | Parc Zhongshan                              | Zhongshan Park                         | 中山公园       | Ligne 3 Ligne 4                                    | 1.68        | 14.27       | Changning    |
| ●   | ● | ● |   | Rue Jiangsu                                 | Jiangsu Road                           | 江苏路         | Ligne 11                                           | 1.43        | 15.70       | Changning    |
| ●   | ● | ● |   | Temple Jing'an                              | Jing'an Temple                         | 静安寺         | Ligne 7 Ligne 14 (en construction)                 | 1.13        | 16.83       | Jing'an      |
| ●   | ● | ● |   | Rue Nanjing Ouest                           | West Nanjing Road                      | 南京西路       | Ligne 12 Ligne 13                                  | 1.82        | 18.65       | Jing'an      |
| ●   | ● | ● |   | Place de Peuple                             | People's Square                        | 人民广场       | Ligne 1 Ligne 8                                    | 1.21        | 19.86       | Huangpu      |
| ●   | ● | ● |   | Rue Nanjing Est                             | East Nanjing Road                      | 南京东路       | Ligne 10                                           | 1.14        | 21.00       | Huangpu      |
| ●   | ● | ● |   | Lujiazui                                    | Lujiazui                               | 陆家嘴         | Ligne 14 (en construction)                         | 1.86        | 22.86       | Pudong       |
| ●   | ● | ● |   | Rue Dongchang                               | Dongchang Road                         | 东昌路         |                                                    | 1.30        | 24.16       | Pudong       |
| ●   | ● | ● |   | Boulevard Siècle                            | Century Avenue                         | 世纪大道       | Ligne 4 Ligne 6 Ligne 9                            | 1.27        | 25.43       | Pudong       |
| ●   | ● | ● |   | Musée de science et technologie de Shanghai | Shanghai Science and technology Museum | 上海科技馆     |                                                    | 1.81        | 27.24       | Pudong       |
| ●   | ● | ● |   | Parc Siècle                                 | Century Park                           | 世纪公园       |                                                    | 1.43        | 28.67       | Pudong       |
| ●   | ● | ● |   | Rue Longyang                                | Longyang Road                          | 龙阳路         | Ligne 7 Ligne 16 Ligne 18 (en construction) Maglev | 1.09        | 29.76       | Pudong       |
| ●   | ● | ● |   | Parc Zhangjiang Hi-Tech                     | Zhangjiang Hi-Tech Park                | 张江高科       | Tramway de Zhangjiang                              | 2.67        | 32.43       | Pudong       |
| ●   | ● | ● |   | Rue Jinke                                   | Jinke Road                             | 金科路         |                                                    | 1.64        | 34.07       | Pudong       |
| ●   | ● | ● | ● | Rue Guanglan                                | Guanglan Road                          | 广兰路         | Tramway de Zhangjiang                              | 1.95        | 36.02       | Pudong       |
| ●   |   |   | ● | Tangzhen                                    | Tangzhen                               | 唐镇           |                                                    | 3.38        | 39.40       | Pudong       |
|     |   |   | ● | Rue Moyen Chuangxin                         | Middle Chuangxin Road                  | 创新中路       |                                                    | 1.76        | 41.16       | Pudong       |
|     |   |   | ● | Rue Huaxia Est                              | East Huaxia Road                       | 华夏东路       |                                                    | 2.13        | 43.29       | Pudong       |
|     |   |   | ● | Chuansha                                    | Chuansha                               | 川沙           |                                                    | 3.17        | 46.46       | Pudong       |
|     |   |   | ● | Rue Lingkong                                | Lingkong Road                          | 凌空路         |                                                    | 1.90        | 48.36       | Pudong       |
|     |   |   | ● | Boulevard Yuandong                          | Yuandong Avenue                        | 远东大道       |                                                    | 3.11        | 51.47       | Pudong       |
|     |   |   | ● | Rue Troisième Haitian                       | Haitian 3rd Road                       | 海天三路       |                                                    | 2.91        | 54.38       | Pudong       |
|     |   |   | ● | Aéroport international de Pudong            | Pudong International Airport           | 浦东国际机场   | MaglevAéroport PVG                                 | 2.33        | 56.71       | Pudong       |
|     |   |   |   |                                             |                                        |                |                                                    |             |             |              |